# Iony
Iony (in russo Остров Ионы?; detta anche isola di Giona) è un'isola rocciosa disabitata che si trova nel Mare di Ochotsk, nell'Estremo Oriente russo, 250 km a nord di Sachalin. Appartiene amministrativamente al Territorio di Chabarovsk.
L'isola misura 1,6 km di lunghezza, per 850 m di larghezza. Il punto più alto raggiunge i 300 m. È l'unica isola del Mare di Ochotsk che si trovi in mare aperto, tutte le altre sono o isole costiere o appartengono alla catena di isole Curili.
Sull'isola è in funzione una stazione meteorologica automatica.
Remota e isolata, Iony è un luogo ideale per le colonie del leone marino di Steller.